# Scrat (Ice Age)
Scrat es un personaje de la franquicia Ice Age. También fue la mascota principal de Blue Sky Studios gracias a su popularidad y por ser el personaje estrella de la franquicia de Ice Age.

## Personalidad y Características
Scrat es una ardilla prehistórica de dientes de sable de color marrón claro, mudo y solitario. Su nombre proviene de la unión de las palabras inglesas "squirrel" (ardilla) y "rat" (rata), que está en plano secundario a la trama principal. Siempre está tratando de buscar un lugar para enterrar su bellota (La principal razón de como arma demasiados problemas en las películas), porque necesita hibernar, aunque rara vez lo logra. Su voz la hace Chris Wedge, director de la película.

- En Ice Age, participó del argumento principal durante el recorrido de los protagonistas, también sus cortos son teloneros de la película y fue quien cerró la trama con un corto aislado del argumento por 20.000 años después donde pierde su bellota, que rápidamente la reemplaza por un coco, sin embargo causa una erupción de un volcán al rajar el terreno.

- En Ice Age: The Meltdown, tuvo un desarrollo muy importante en la película, ya que en el deshielo, el valle queda inundado. Él accidentalmente entierra su bellota produciendo una gran grieta de grandes dimensiones en los bloques de agua congelada que rodean el valle, creando un gran drenaje y dejando el valle seco.

- En Ice Age: Dawn of the Dinosaurs, conoce a una ardilla hembra, Scratte de quien se enamora y luego de salvarla de una muerte segura, la conquista. Luego van a un árbol y Scratte le hace mover un pesado sillón (hecho de piedra), Scrat se cansa y se va a tomar algo de aire y  encuentra a su bellota. De pronto Scratte lo atrapa y se vuelven a pelear por la bellota. Y en un colapso gaseoso interno de la Tierra, salen disparados hacia arriba, Scrat queda sobre el hielo superior y Scratte abajo, la bellota cae hacia Scratte y Scrat se da cuenta de que entonces perdió a la bellota y a Scratte a la vez provocándole desesperación y lanzando un grito a la pantalla como escena final.

- En Ice Age: Continental Drift, entierra su bellota en una montaña, la cual causa una apertura en la tierra y lo lleva al centro de la tierra, donde al moverse bruscamente en un intento de recuperar su bellota, causa la separación de los continentes (Incluyendo la provocación de que las jirafas tengan el cuello largo). Después de perder su bellota, consigue otro camino la cual posee una ruta para encontrar una ciudad llamada Scratlantis (un símil de la mítica Atlántida). Al final, cuando la encuentra, su avaricia por las bellotas le lleva a hundir la ciudad al quitar un tapón que la mantenía a flote. En esa isla se encuentra el esqueleto de la única ardilla que hablaba.

- En Ice Age: Collision Course, en otro intento de enterrar su bellota, cae en un sitio donde allí encuentra una nave espacial y es llevado directo al espacio donde ocasiona un choque con los planetas, provocando la formación del Sistema Solar. Incluso hace que un gran asteroide vaya en dirección a la Tierra. Más tarde, vuelve a perder la bellota de varias formas como que cayera al espacio y lo raptara una nave alienígena de ardillas alienígenas cuando estuvo tratando de volver a la Tierra.

Ha protagonizado los cortometrajes Gone Nutty, No Time for Nuts, Scrat's Continental Crack-up y Cosmic Scrat-tastrophe y el videojuego Ice Age: The Meltdown, además de aparecer en otros juegos de la saga.

## Habilidades
1:Gran fuerza, scrat demostró tener una gran fuerza a pesar de ser solo una ardilla en busca de su bellota en la película de Ice Age: Continental Drift en un momento cae por un precipisio entre dos placas tectónicas que estaban a punto de chocar pero este por su bellota que estaba a punto de caer al Fondo la agarra con una pata trasera y se agarra como puede de entre los dos aparentes continentes deteniendo el movimiento y logrando subir con su bellota a salvo
2:Gran inteligencia, scrat a pesar de ser una ardilla demostró una gran inteligencia para superar varios retos como en Ice Age: Continental Drift que tuvo varios retos en busca de proteger su bellota incluso quedando atrapado entre dos continentes y logrando salir de esa situación
3:inmortalidad, scrat a demostrado la increíble habilidades de ser casi inmortal pues desde las últimas películas de la saga se vio como estuvo vivo en la creación del planeta donde reside, como vivió con los dinosaurios y como actualmente vive en la era de hielo demostrando su gran longevidad y habilidad de sobrevivir incluso en el espacio todo sea por encontrar su bellota o en otro caso buscar un lugar para enterrarla